# Biencourt (canton)
Pour les articles homonymes, voir Biencourt.
Biencourt est un canton canadien de l'est du Québec situé dans la municipalité régionale de comté du Témiscouata dans la région administrative du Bas-Saint-Laurent.  Il fut proclamé officiellement le 16 octobre 1920.  Il couvre une superficie de 19 475 hectares.

## Toponymie
Le toponyme Biencourt est en l'honneur de Charles de Biencourt de Saint-Just (1591-1623) qui fut, entre autres, gouverneur de l'Acadie.